# نهر كوندا
نهر كوندا (بالروسية: Конда) هو نهر يقع في مدينة أوراي في إقليم أوكروغ خانتي-مانسي ذاتية الحكم التابع لروسيا. يقع حقل النفط «شايمسكوي» على طول هذا النهر. يُعتبر نهر كوندا الرافد الأيسر لنهر إيرتيش، ويصل طوله إلى 1,097 كم (682 ميل)، حيثُ يكون النهر مستجمع مائي لمياه الأمطار على مساحة 72,800 كم² (28,100 ميل²). وتعد منطقة كوندا، أو كونديا، واحدة من العديد من المقاطعات المذكورة في العنوان الرسمي للقياصرة الروس قديماً.

## جغرافيا
يستمد النهر مائه من الحافة الغربية لسهل سيبيريا الغربية. يبلغ متوسط التفريغ 164 كم (102 ميل) من مخرجه أي 231 متر³/الثانية. بحد أقصى 1,220 متر مكعب في الثانية (43000 قدم مكعب / ثانية) والحد الأدنى 36.1 متر³/الثانية (1,270 قدم³/ ثانية). يتجمد النهر من أواخر أكتوبر حتى أواخر أبريل.

### الروافد
- الروافد من اليسار: موليميا، بولشوي تاب، يوكوندا، كاما.
- الروافد من اليمين: يفرا وكوما.